# Connectivisme
Connectivisme is een leertheorie die is ontwikkeld door George Siemens en Stephen Downes. Het connectivisme heeft vooral de effecten van de technologie op het leren in het digitale tijdperk als onderwerp.

## Geschiedenis van het connectivisme
In 2005 publiceerde George Siemens het artikel "Connectivism: A Learning Theory for the Digital Age" in International Journal of Instructional Technology and Distance Learning Daarin staan de voornaamste ideeën van het connectivisme. Hij ontwikkelde deze ideeën na analyse van de beperkingen van het behaviourisme, het cognitivisme en het constructivisme. De beperkingen zijn de invloed van de technologie op ons leven, onze communicatie en op ons leren.

## Netwerken
Een heel belangrijke metafoor bij de beschrijving van leren is het netwerk. In deze metafoor kan een knooppunt de lerende zijn, iemand anders, een boek of informatiedrager, een machine, een website, alles waarmee de lerende zich kan verbinden. Leren is het leggen van nieuwe verbindingen. Niet alle verbindingen zijn even sterk.

## Connectivisme in stellingen
- Leren en kennis berusten op verschil van mening.
- Het vermogen om te leren is belangrijker dan opgeslagen kennis.
- Leren is een proces van verbinden van bepaalde nodes (punten in het netwerk) of bronnen van informatie.
- Leren kan ook plaatsvinden in niet-menselijke nodes.
- Betrekkingen onderhouden is noodzakelijk voor het leren.
- Het vermogen om connecties te ontdekken tussen velden, ideeën en concepten is een basisvaardigheid.
- Alle connectivistische leeractiviteiten hebben actuele en accurate kennis tot doel.
- Beslissen is op zich een leerproces. De keus wat te leren en de betekenis van verkregen informatie wordt waargenomen onder invloed van de veranderende werkelijkheid. Wat vandaag juist is kan morgen verouderd zijn onder invloed van wijzigingen in de gegevens op grond waarvan een beslissing is genomen.